# Cody Christian
Cody Allen Christian (ur. 15 kwietnia 1995 w Portland) – amerykański aktor telewizyjny i filmowy. Wystąpił w roli Mike’a Montgomery’ego, młodszego brata głównej bohaterki Arii (Lucy Hale) w serialu ABC Family/Freeform Słodkie kłamstewka (2010–2015) i jako chimera wilkołak z kojotołakiem - Theodore „Theo” Raeken w piątym i szóstym sezonie serialu MTV Teen Wolf: Nastoletni wilkołak (2015–2017). W parodii Igrzysk śmierci - Igrzyska śmiechu: W pieszczeniu ognia (The Starving Games, 2013) grał postać Petera Malarkey. W 2019 jako raper nagrał pięć piosenek - Blessed, Hills, Almost, Drippin i Vacation.

## Filmografia
| Rok  | Tytuł                                  | Rola                  |
| ---- | -------------------------------------- | --------------------- |
| 2006 | The Profound Mysteries of Tommy Kuglar | Młody Tommy Kuglar    |
| 2006 | Corndog of Tolerance                   | dziecko               |
| 2009 | Surogaci                               | młody surogat Cantera |
| 2011 | Zabić Irlandczyka                      | młody Danny Greene    |
| 2013 | Igrzyska śmiechu: W pieszczeniu ognia  | Peter Malarkey        |
| 2015 | Submerged                              | Dylan                 |
| 2015 | Killing Animals                        | Roberto               |

| Rok          | Tytuł                          | Rola               |
| ------------ | ------------------------------ | ------------------ |
| 2007         | State of Mind                  | Adam               |
| 2007         | Teraz ty!                      | Xander Tucker      |
| 2008         | Czysta krew                    | krzyczący chłopiec |
| 2010         | Grey’s Anatomy: Chirurdzy      | Brad Walker        |
| 2010–obecnie | Słodkie kłamstewka             | Mike Montgomery    |
| 2012         | Szczury laboratoryjne          | Kavan              |
| 2012         | Beautiful People               | Kyle               |
| 2012         | Anatomia prawdy                | Greg Lux           |
| 2013         | Austin i Ally                  | Elliot             |
| 2013         | Super ninja                    | Flint Forster      |
| 2014         | See Dad Run                    | Evan               |
| 2015–2017    | Teen Wolf: Nastoletni wilkołak | Theo Raeken        |
| 2018–2024    | All American                   | Asher Adams        |

Źródło:

## Nagrody
| Rok  | Nagroda            | Kategoria                | Tytuł     | Rezultat  |
| ---- | ------------------ | ------------------------ | --------- | --------- |
| 2017 | Teen Choice Awards | "Choice Summer TV Actor" | Teen Wolf | Nominacja |